# Sogny-aux-Moulins
Sogny-aux-Moulins település Franciaországban, Marne megyében. Lakosainak száma 110 fő (2022. január 1.). Sogny-aux-Moulins Chepy, Écury-sur-Coole, Mairy-sur-Marne, Moncetz-Longevas és Sarry községekkel határos.

## Népesség
A település népessége az elmúlt években az alábbi módon változott:
| Lakosok száma | 108  | 111  | 128  | 117  | 121  | 117  | 111  | 111  | 111  | 110  |
|               | 1968 | 1982 | 1990 | 2006 | 2013 | 2015 | 2017 | 2019 | 2020 | 2022 |